# Philodromus omercooperi
Philodromus omercooperi är en spindelart som beskrevs av Denis 1947. Philodromus omercooperi ingår i släktet Philodromus och familjen snabblöparspindlar.
Artens utbredningsområde är Egypten. Inga underarter finns listade i Catalogue of Life.